# Fluorid manganitý
Fluorid manganitý je anorganická sloučenina s chemickým vzorcem MnF3.

## Příprava
Fluorid manganitý lze připravit reakcí roztoku fluorid manganatého s fluorem ve fluorovodíku:
2 MnF2 + F2 → 2 MnF3
Fluorid manganitý lze také připravit fluorací manganu:
2 Mn + 3 F2 → 2 MnF3
Také je možné připravit fluorid manganitý reakcí fluoru s jodidem manganatým při přibližně 250 °C:
2 MnI2 + 13 F2 → 2 MnF3 + 4 IF5

## Vlastnosti
Fluorid manganitý je fialovo růžová sůl, která se ve vodě hydrolyzuje. Je stabilní až do teploty 600 °C, kdy se rozkládá na fluorid manganatý.

## Struktura
Fluorid manganitý krystalizuje v jednoklonné krystalové soustavě s prostorovou grupou C2/c (Prostorová grupa číslo 15), která je tvořená protáhlými okraedry MnF6, které jsou deformované v důsledku Jahnova–Tellerova efektu, kdy délky vazby Mn-F jsou 1,79; 1,91 a 2,09 Å. Parametry mřížky jsou a = 8,904 ± 0,003 Å; b = 5,037 ± 0;002 Å; c = 13,448 ± 0,005 Å; β = 92,74 ± 0,04°.
Trihydrát fluoridu manganitého se získává krystalizací fluoridu manganitého z kyseliny fluorovodíkové. Hydrát existuje ve dvou polymorfních prostorových grupách P21/c a P21/a. Každá z nich se skládá ze soli se vzorcem [Mn(H2O)4F2]+[Mn(H2O)2F4]−.

## Reakce
Fluorid manganitý je lewisova kyselina a tvoří řadu derivátů. Příkladem může být K2MnF3(SO4). Fluorid manganitý reaguje s fluoridem sodným:
3NaF + MnF3 → Na3MnF6
Příbuzné reakce solí s anionty MnF52− nebo MnF4− , které zaujímají řetezcovou respektive vrstevnatou strukturu s můstky z fluoridů. Mangan zůstává šestikooridinovaný, oktaedrický a trojmocný.
Fluorid manganitý fluoruje organické sloučeniny včetně aromatických uhlovodíků, cyklobutenů a fullerenů.
Fluorid manganitý je pomocí reakce s chloridem bismutitým zdrojem komplexů chloridu manganitého.

## Využití
Fluorid manganitý se využívá jako fluorační činidlo.